# Dichotomius ingens
Dichotomius ingens là một loài bọ cánh cứng trong họ Bọ hung (Scarabaeidae).